# Zhiger Zakirov
Zhiger Zakirov (en kazajo: Жігер Зәкіров; 10 de noviembre de 1990) es un luchador kazajo de lucha libre. Logró la 25.ª posición en Campeonato Mundial de 2015. Obtuvo una medalla de plata en Campeonato Asiático de 2016. 